# Gnoma thomsoni
Gnoma thomsoni är en skalbaggsart som beskrevs av Dillon 1951. Gnoma thomsoni ingår i släktet Gnoma och familjen långhorningar. Inga underarter finns listade i Catalogue of Life.